# Майданська сільська рада (Міжгірський район)
| Майданська сільська рада — колишній орган місцевого самоврядування у Міжгірському районі Закарпатської області з адміністративним центром у с. Майдан. Сільській раді підпорядковані населені пункти: - с. Майдан |

## Склад ради
Рада складалася з 16 депутатів та голови.

## Керівний склад сільської ради
| ПІБ                            | Основні відомості                                                                                     | Дата обрання | Дата звільнення |
| ------------------------------ | --- | ------------ | --------------- |
| Юртин Михайло Ілліч            | Сільський голова, 1952 року народження, освіта, член Соціал-демократичної партії України (об'єднаної) | 26.03.2006   | 01.02.2008      |
| Маркович Олександр Олексійович | Сільський голова, 1980 року народження, освіта, безпартійний                                          | 01.06.2008   | 31.10.2010      |
| Маркович Олександр Олексійович | Сільський голова, 1980 року народження, освіта вища, безпартійний                                     | 31.10.2010   |                 |

Примітка: таблиця складена за даними джерела

## Населення
За переписом населення України 2001 року в сільській раді мешкало 1707 осіб.

### Мова
Розподіл населення за рідною мовою за даними перепису 2001 року:
| Мова       | Відсоток |
| ---------- | -------- |
| українська | 99,24 %  |
| російська  | 0,58 %   |
| білоруська | 0,06 %   |
| молдовська | 0,06 %   |